# Северный регион (Сингапур)
Северный регион (англ. North Region) — один из статистических пяти регионов, на которые разделена республика Сингапур. В соответствии со своим названием, он расположен в северной части острова. Регион состоит из 8 планировочных районов, включая Центральный водосборный район (англ. Central Water Catchment).
В административном отношении Северный регион управляется Северо-Западным Советом по общинному развитию.

## Городские районы
- Центральный водосборный район (англ. Central Water Catchment)
- Лим-Чу-Кан (англ. Lim Chu Kang)
- Мандай (англ. Mandai)
- Сембаванг (англ. Sembawang)
- Симпанг (англ. Simpang)
- Сунгей-Кадут (англ. Sungei Kadut)
- Вудлендс (англ. Woodlands)
- Ишунь (ранее Ни-Сун) (англ. Yishun)

## Другие места
На территории региона находятся также следующие населённые пункты и местности:
- Адмиралти (Admiralty| (англ.))
- Чонг-Панг (англ. Chong Pang)
- Кранджи (Kranji (англ.))
- Марсилинг (Marsiling (англ.))
- Нео-Тью (Neo Tiew (англ.))
- Сеноко (Senoko (англ.))
- Сунгей-Гедонг (Sungei Gedong (англ.)).

Также на территории региона находится заповедник Сентрал-Катчмент (Central Catchment Nature Reserve (англ.)).

## Статистика
- Численность населения: 504 920 человек (2010)[1]
- Площадь территории: 135 км²[2]